# 2926 Caldeira
2926 Caldeira este un asteroid din centura principală, descoperit pe 22 mai 1980 de Henri Debehogne.